# Laumersheim
Laumersheim település Németországban, Rajna-vidék-Pfalz tartományban. Lakosainak száma 898 fő (2023. december 31.).

## Népesség
A település népességének változása:
| Lakosok száma | 687  | 911  | 914  | 890  | 889  | 898  |
|               | 1975 | 2017 | 2019 | 2021 | 2022 | 2023 |